# Zlín Z-23 Honza

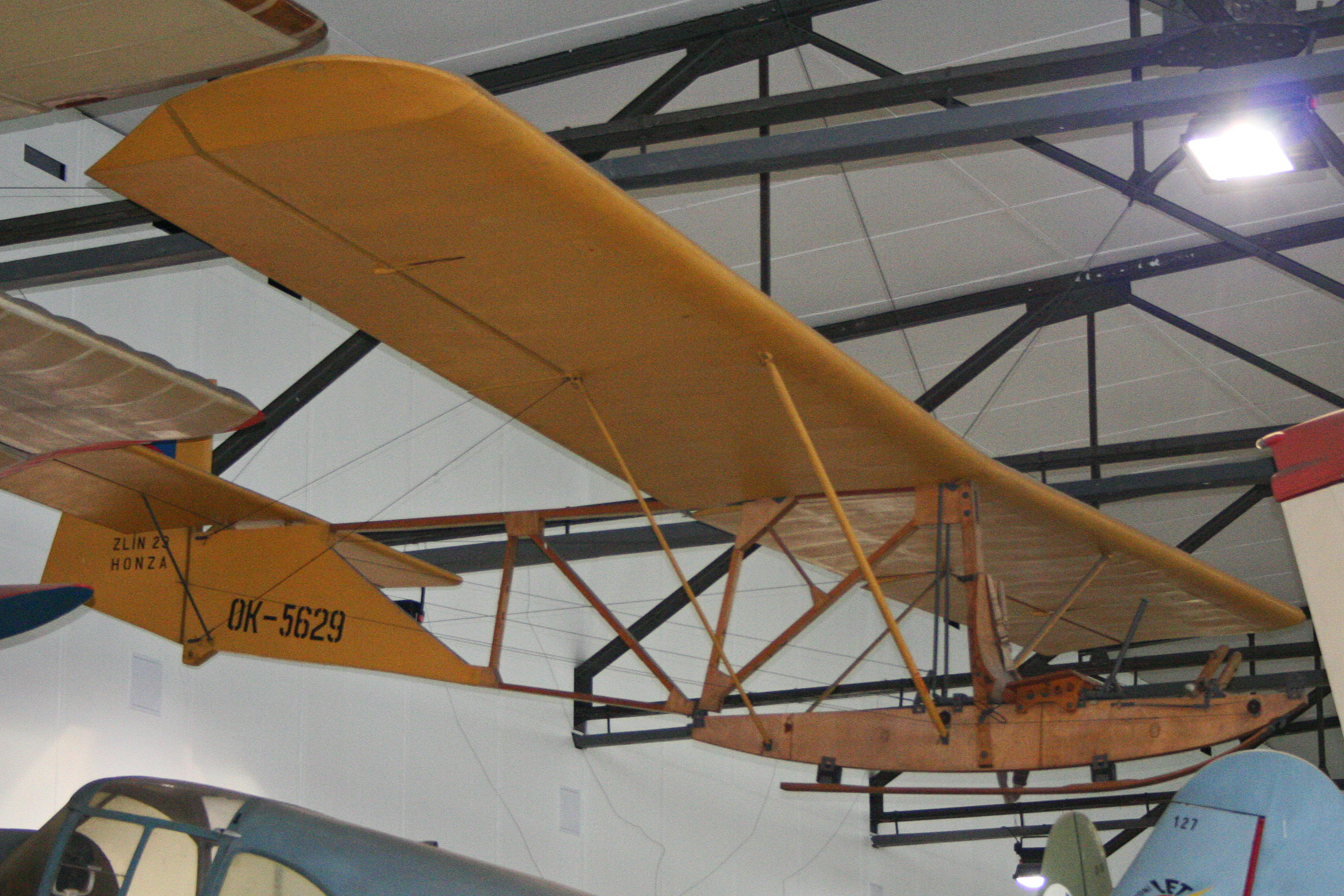
Zlín Z-23 Honza v expozici Leteckého muzea Kbely

Zlín Z-23 Honza byl československý kluzák vyráběný ve 40. letech 20. století ve Zlínských leteckých závodech v Otrokovicích. Byl koncipován jako náhrada německého cvičeného kluzáku Schulgleiter SG 38. K vidění je například v Leteckém muzeu ve Kbelích.

## Vývoj a výroba
Kluzák Z-23 Honza začal vznikat již koncem 2. světové války ve Zlínských leteckých závodech. Jako hlavní konstruktér je uváděn Ladislav Marcol, jiné zdroje však tvrdí, že jím byl Ladislav Koutný. Od počátku byl Z-23 koncipován jako celodřevěný, hornoplošný, vzpěrový větroň se snadno vyměnitelnými díly, určený pro základní plachtařský výcvik. Také měl nahradit německé školní kluzáky SG 38, z jejichž konstrukce částečně vycházel.
Prototyp Z-23 byl poprvé zalétán již na podzim roku 1945. Pilotem byl Ladislav Šváb, který s ním 1. května 1946 na leteckém dni v Otrokovicích předvedl přemet. Zlín Z-23 Honza se u československých letců stal velmi oblíbeným strojem. Sériová výroba započala v roce 1946 a trvala do roku 1948, přestože některé prameny uvádějí její konec až v roce 1949. Celkem bylo vyrobeno 211 kusů, ačkoli jiné zdroje uvádějí pouze 210. Větroň pak sloužil až do doby, kdy byl v Československu standardně zaveden výcvik na dvoumístných kluzácích.

## Specifikace

### Technické údaje
- Osádka: 1[3][4]
- Rozpětí: 10 m
- Délka: 6,37 m
- Výška: 1,55 m
- Prázdná hmotnost: 95 kg
- Plocha křídla: 14,60 m²
- Maximální vzletová hmotnost: 180 kg

### Výkony
- Pádová rychlost: 42 km/h
- Maximální rychlost: 160 km/h
- Klouzavost: 1:10